# Октябрьская улица (Ломоносов)
Октя́брьская улица — улица в городе Ломоносове Петродворцового района Санкт-Петербурга, в историческом районе Мартышкино. Проходит от улицы Кипренского на северо-запад.
Название было присвоено в ноябре 1952 года в память об участии в Октябрьском вооружённом восстании 1917 года пулемётного кольтовского батальона, квартировавшего в Мартышкине.